# José Díaz Fernández
José Díaz Fernández (Aldea del Obispo, Salamanca, 1898-Toulouse, 18 de febrero de 1941) fue un escritor español que ejerció el periodismo y participó activamente en política, frente a la dictadura de Primo de Rivera y a favor de la República. Al acabar la guerra civil española se exilió en Francia.

## Biografía
Nacido en 1898 en la localidad salmantina de Aldea del Obispo, donde su padre era carabinero, pasó la mayor parte de su infancia en Castropol (Asturias), pueblo de su familia materna. Se trasladó luego a Oviedo, donde se matriculó en la Facultad de Derecho y fundó —con la escritora Mª Luisa Castellanos— la revista Alma Astur y comenzó a colaborar como cronista en el diario El Noroeste de Gijón.
Llamado a filas en 1921, su regimiento fue pronto destinado al Marruecos español durante la guerra del Rif, donde permanecería hasta su licenciamiento en 1922. Las experiencias de esta guerra colonial darían lugar a su libro de relatos El blocao.

### Actividad periodística
De regreso en Gijón, el 12 de enero de 1923 se inició en la masonería, en la Logia Jovellanos, perteneciente a la Federación del Grande Oriente Español; adoptó el nombre simbólico de «Wagner». En Gijón fue nombrado corresponsal del diario orteguiano El Sol hasta que en 1925 se desplazó a Madrid para incorporarse a la redacción del periódico, introduciéndose en el círculo de Revista de Occidente. A la vez, colabora en la revista Post-guerra durante la breve vida de la publicación (1927-1928).
Colaborador del Grupo de Acción Republicana en ese período final de la dictadura primorriverista, pasó tres meses en la Cárcel Modelo de Madrid y obligado a otros tantos de destierro en Lisboa (1929).
Vuelto a Madrid, fundó y dirigió con Antonio Espina y Adolfo Salazar (que más tarde sería sustituido por Joaquín Arderíus) la revista de izquierdas Nueva España, aparecida el 30 de enero de 1930, nada más producirse la caída de la dictadura de Primo de Rivera, hasta su desaparición en 1931.
Cuando José Ortega y Gasset y Nicolás María de Urgoiti fueron apartados —en vísperas de la proclamación de la II República— del control ideológico del diario El Sol, Díaz Fernández abandonó el diario y pasó a colaborar en los recién fundados Crisol y Luz.

### Parlamentario
En las elecciones a Cortes Constituyentes de 1931 fue elegido diputado por Oviedo en las filas del Partido Republicano Radical Socialista. Ese mismo año es nombrado secretario político del ministro de Instrucción Pública, Francisco Barnés Salinas. Fue cofundador el 11 de febrero de 1933 de la Asociación de Amigos de la Unión Soviética.
Tras las elecciones de noviembre de 1933, que dieron lugar al Bienio negro, volvió a la profesión periodística en El Liberal. En las elecciones de febrero de 1936 fue nuevamente elegido diputado, esta vez por Murcia y en las filas de Izquierda Republicana (IR), el partido de Manuel Azaña.

### Guerra civil, exilio y muerte
Al estallar la guerra civil española fue nombrado jefe de prensa en Barcelona. Tras la caída de la capital catalana pasó a Francia, con su mujer y su hija. Fue internado temporalmente en un campo de concentración, de donde pasó a instalarse en Toulouse, con la esperanza de obtener un pasaje para Cuba, esperanza que frustró su muerte el 18 de febrero de 1941. Según el testimonio de su hija: «Los amigos tuvieron que hacer una colecta para su entierro. Llevó encima del ataúd una cinta con los colores republicanos, que mi madre había cosido durante la noche».

## Literatura «de avanzada»

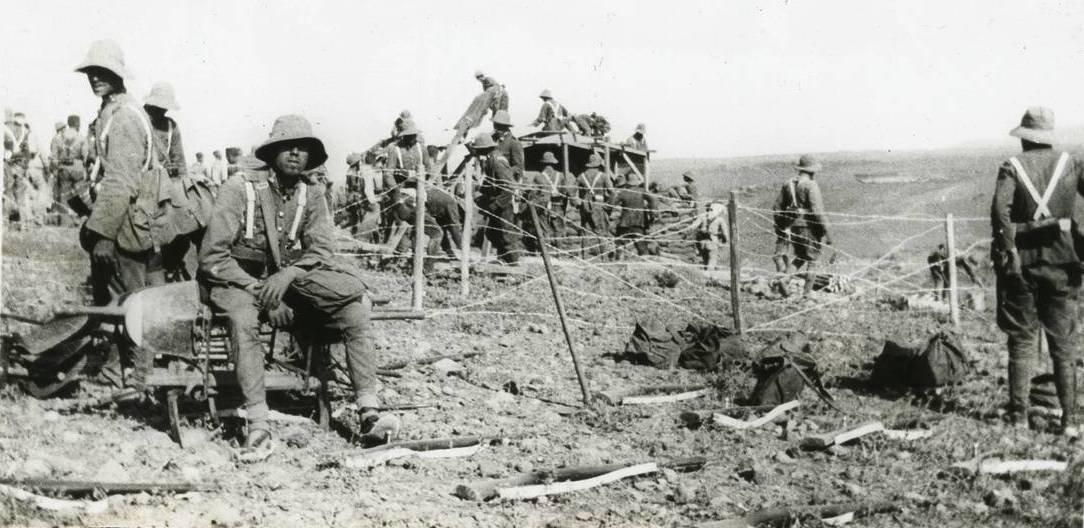
Soldados españoles construyendo un blocao en Benisicar (Marruecos).

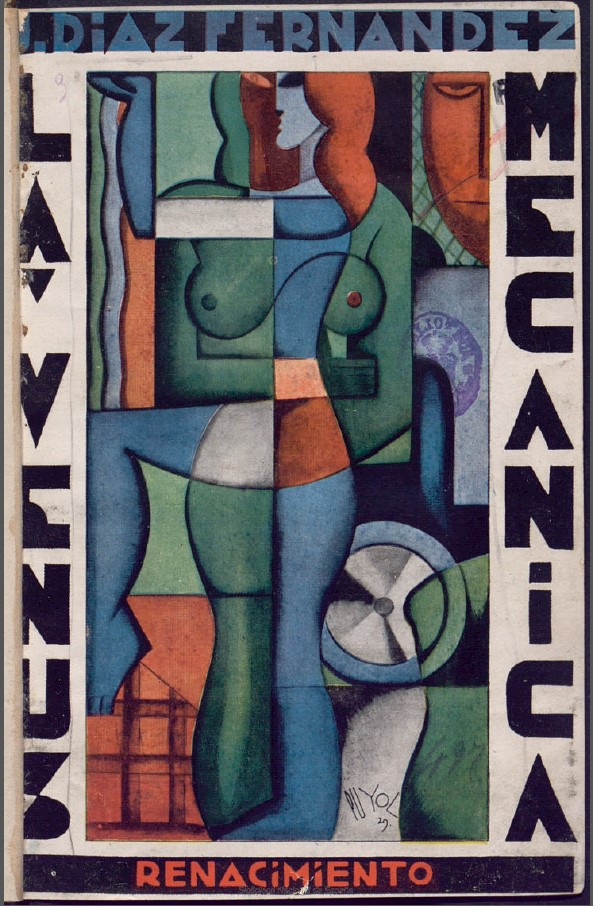
Cubierta de la primera edición de la novela La Venus Mecánica

Su primera novela, El blocao (1928), de intencionalidad social, narra en siete episodios «los efectos que se operan en la juventud española comprometida en la guerra del Rif. Estos episodios, aunque parecen inconexos, están interrelacionados por el ambiente de la guerra, como aclara el propio autor en la «Nota para la segunda edición»:

Yo quise hacer una novela sin otra unidad que la atmósfera que sostiene a los episodios. El argumento clásico está sustituido por la dramática trayectoria de la guerra, así como el personaje, por su misma impersonalidad, quiere ser el soldado español, llámese Villabona o Carlos Arnedo. De este modo pretendo interesar al lector de modo distinto al conocido; es decir, metiéndolo en un mundo opaco y trágico, sin héroes, sin grandes individualidades, tal como yo sentí el Marruecos de entonces.

También un contenido social y político expuesto a través de una mezcla de técnicas vanguardistas y realistas se percibe en la novela La Venus mecánica (1929), panorama del Madrid de la dictadura de Primo de Rivera.
Díaz Fernández escribió además los relatos «La largueza», incluido en el volumen colectivo Las siete virtudes (1931), y «Cruce de caminos» (1931). En 1923 había publicado la novela corta El ídolo roto en la colección «La novela Asturiana».
En el ensayo El nuevo romanticismo (1930), subtitulado «Polémica de arte, política y literatura», defendió la necesidad de una «rehumanización» del arte.
En colaboración con Joaquín Arderíus compuso Vida de Fermín Galán (1931). Con el seudónimo de “José Canel” publicó en 1935 el libro Octubre rojo en Asturias, «curiosa mezcla de reportaje, reflexión crítica y recreación imaginativa» a propósito de la revolución asturiana de 1934.